# مزرعة بيت الطشم
مزرعة بيت الطشم هي إحدى القرى اللبنانية من قرى قضاء الهرمل في محافظة بعلبك الهرمل.